# 북채널
북채널은 출판, 도서 유통 및 컨텐츠 제작과 판매를 하는 종합교육 기업이다.
2016년 11월에 설립되었으며 공무원, 자격증의 수험서, 어학도서, 유·아동 및 인문서 등의 도서를 유통한다.

## 관련 사이트
- 북채널 홈페이지
- 북채널 팜스토어[깨진 링크(과거 내용 찾기)]
- 북채널 네이버 블로그 보관됨 2017-07-11 - 웨이백 머신
- 북채널 트위터